# PalmJazz
PalmJazz Festival – festiwal jazowy odbywający się w Polsce od 2010 roku. Jego celem jest propagowanie wydarzeń i wykonawców muzyki jazzowej i etnicznej, dlatego też oprócz koncertów, organizowane są także wystawy i warsztaty o tematyce okołojazzowej. Podczas festiwalu można usłyszeć artystów zarówno zagranicznych jak i polskich, wykonujących muzykę jazzową, etniczną, klasyczną a także elektroniczną. Głównym organizatorem festiwalu jest Fundacja Integracji Kultury.
Festiwal został zapoczątkowany w 2010 roku Gliwicach przez Krzysztofa Kobylińskiego, jednak z edycji na edycję rozprzestrzenił się również na inne miasta, takie jak Katowice, Świętochłowice, Chorzów czy Kraków.
Do uczestnictwa w festiwalu zapraszane są gwiazdy muzyki jazzowej z całego świata. Na scenach PalmJazz wystąpili między innymi: Mike Stern, John Scofield, Awiszaj Kohen, Joe Lovano, Dave Douglas, Randy Brecker, Al DiMeola, Al Foster, Trilok Gurtu, Terence Blanchard, Branford Marsalis czy Richard Galliano.
PalmJazz wspiera też polskich artystów. W swojej historii PalmJazz gościł między innymi: Stanisława Soykę, Włodka Pawlika, Zbigniewa Namysłowskiego, Hannę Banaszak, Wojtka Karolaka, Adama Makowicza oraz Orkiestrę Aukso.
Projekt dofinansowany jest z budżetu Miasta Gliwice.